# Bohemia (cultura)

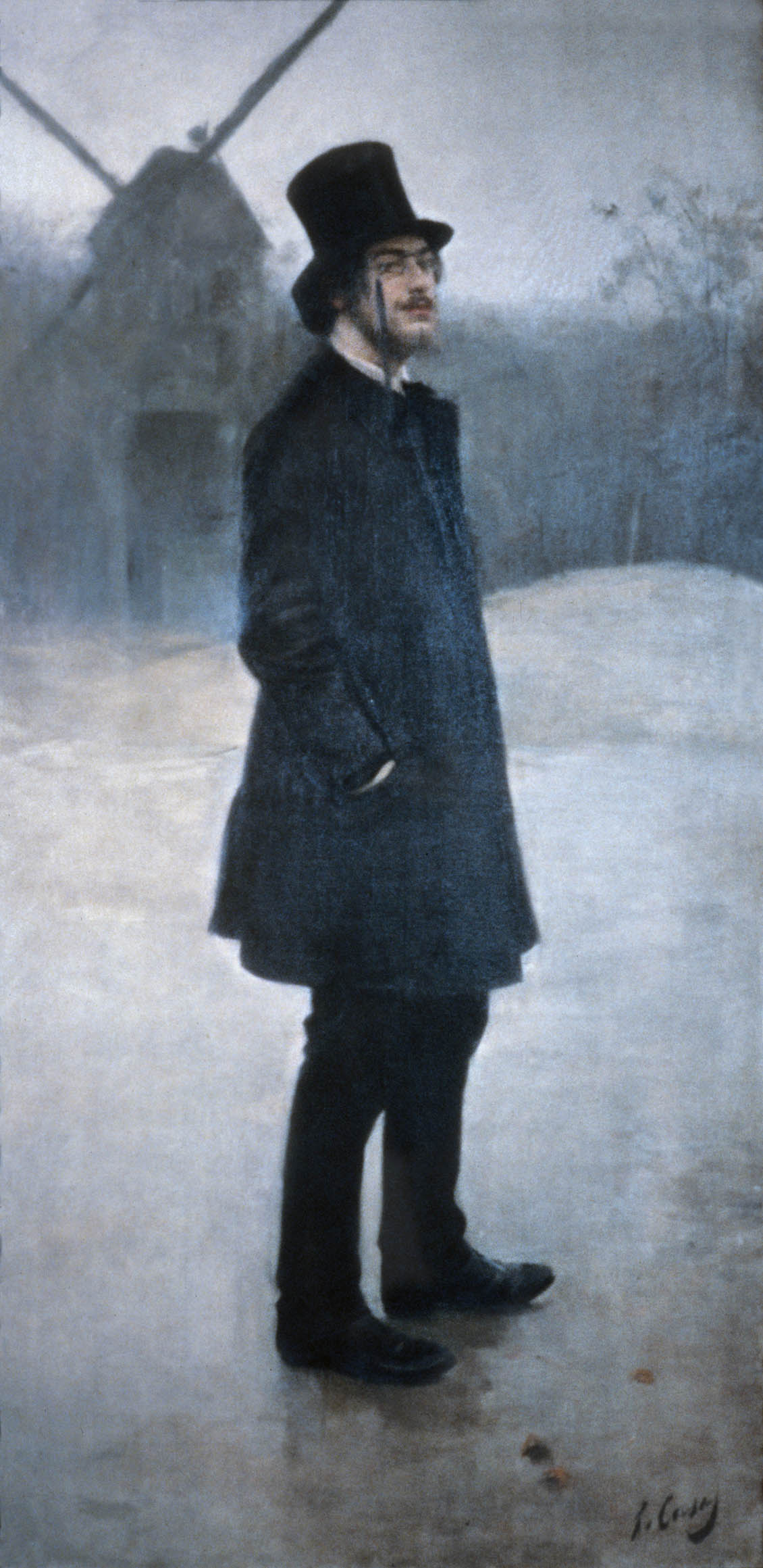
El bohemio (o Poeta de Montmartre, retrato de Erik Satie, quien aparece junto al parisino Moulin de la Galette, en Montmartre), obra de Ramón Casas, c. 1891

La bohemia se refiere a la práctica de un estilo de vida no convencional (esto es, que se aparta de las normas y convenciones sociales), a menudo en la compañía de personas de ideas afines y con pocos vínculos permanentes. Incluye intereses musicales, artísticos, literarios o espirituales. En este contexto, los bohemios pueden ser nómadas, aventureros o vagabundos. La bohemia es un topos literario e histórico del siglo XIX que sitúa el entorno de jóvenes artistas e intelectuales metropolitanos—en particular los del Barrio Latino de París—en un contexto de pobreza, hambre, aprecio por la amistad, idealización del arte y desprecio por el dinero. A partir de este topos, las más diversas subculturas del mundo real suelen ser llamadas «bohemias» en sentido figurado, sobre todo (aunque no exclusivamente) si muestran rasgos que combinan precariedad económica (precariado), desapego por el dinero y otras oportunidades materiales, gran valoración de la cultura, especialmente aquella que se aparta del canon ortodoxo de cada época y estilos de vida alternativos a los convencionales en una época dada. Ser bohemio es ser alternativo en el estilo de vida, en los gustos culturales y en no priorizar los objetivos económicos en el desarrollo personal.
Este uso de la palabra fue importado del francés La bohème a mediados del siglo XIX y se utilizó para describir los estilos de vida no tradicionales de artistas, escritores, periodistas, músicos y actores y actrices en grandes ciudades europeas.
Los bohemios eran asociados con puntos de vista políticos o sociales poco ortodoxos o antisistema, que a menudo se expresaban a través del amor libre, la frugalidad y, en algunos casos, la vida sencilla, el uso de automóviles como domicilios, o la pobreza voluntaria. Un círculo bohemio más privilegiado económicamente, rico o incluso aristocrático, es denominado a veces haute bohème (literalmente «alta bohemia»).
El término bohemia, apareció en Francia a comienzos del siglo XIX, a partir de similitudes percibidas entre los bohemios urbanos y el pueblo romani (gitano). La bohème era un nombre común para referirse al pueblo gitano de Francia, de quienes se creía erróneamente que habían llegado a Francia en el siglo XV provenientes de Bohemia (la parte occidental de la moderna República Checa). En este contexto específico ni la bohemia ni su adjetivo bohemio, están conectados con los habitantes nativos de la región histórica de Bohemia (los checos).
Como nombre o definición de un grupo o movimiento cultural (o subcultural), el término aparece en el siglo XIX en la obra del romántico Henri Murger «Scènes de la Vie de Bohème» (1847-1849), una especie de novela-ensayo, ficción biográfica o autoficción que sirvió de pauta e inspiración a grandes obras posteriores en diversos campos del arte. Así por ejemplo, la ópera La bohème de Giacomo Puccini o incluso la Louise de Gustave Charpentier y la Carmen de Georges Bizet. Se considera a la ciudad de París como escenario original del fenómeno socio-literario.

## Origen

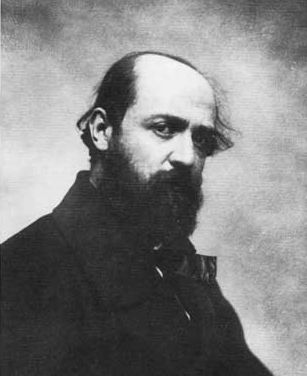
Henri Murger

Como término, 'bohemia' hace alusión a la cultura de los gitanos, tradicionalmente llamados «bohemios» en Francia (en francés: «bohémiens») por haber, supuesta pero erróneamente, llegado al país desde la región de Bohemia, en la actual República Checa. En la imaginación francesa, los bohemios literarios y artísticos compartían con los gitanos el ser considerados forasteros, alejados de la sociedad convencional y muy poco preocupados por ser desaprobados por ésta. El término bohemia hacía referencia, pues, a un determinado estilo de vida —con una escala de valores diferente a la de la sociedad burguesa — que adoptaron en particular artistas e intelectuales. El uso del término para referirse al pueblo romaní ha desaparecido en francés, y su uso moderno en esa lengua y otras implica ahora una connotación de ilustración arcana (en oposición al filisteísmo), así como una connotación peyorativa menos frecuente de ser descuidado en asuntos de higiene personal y fidelidad  matrimonial. 
La aparición de la palabra bohème en Francia se remonta a 1659 en la obra de Tallemant des Réaux, cuyo acento grave difiere del empleado para referirse a los habitantes de la región de Bohemia (en francés, Bohême). Se utilizaba para describir a un personaje que vivía al margen de la sociedad y cultivaba una nueva forma de libertad de pensamiento, así como una excéntrica preocupación por la vestimenta. 
Fue Balzac en 1844, en Un prince de la bohème, quien dio a la bohemia sus cartas de nobleza en el siglo XIX: «Esta palabra Bohème lo dice todo. La Bohème no tiene nada y vive de todo lo que tiene. La esperanza es su religión, la fe en sí misma es su código, la caridad es su presupuesto. Todos estos jóvenes son más grandes que su desgracia, por debajo de la fortuna pero por encima del destino».
El personaje que da nombre a Carmen (1876), una ópera francesa ambientada en la ciudad de Sevilla, es llamada una «bohémienne» en el libreto de Meilhac y Halévy. Su famosa aria declara que el amor mismo es un «niño gitano» (enfant de Bohême), que va a donde le plazca y no obedece leyes.
La colección de cuentos Scènes de la vie de bohème (Escenas de la vida bohemia) de Henri Murger, publicada en 1845, fue escrita para glorificar y legitimar el estilo de vida bohemio. La colección de Murger constituyó la base de la ópera de Giacomo Puccini La bohème (1896). Fue la novela de Murger la que hizo que la palabra entrara en el lenguaje común en Francia. Irradiando desde el Barrio Latino y, más concretamente, desde las buhardillas de la Rue des Canettes, la bohemia, al vincularse al mundo de los artistas, iba a forjar definitivamente la leyenda de Rimbaud, Verlaine y Modigliani. A veces idealizada por su libertad, otras veces criticada por su excentricidad, la vida bohemia tuvo su origen en un París bajo la influencia de un movimiento artístico en plena expansión. En una época en la que la expresión cultural y el arte estaban en su apogeo, los más pobres e indigentes se refugiaban en una vida en la que todo se llevaba al extremo: la bohemia. Un tipo de filosofía o forma de pensar.
Si bien este movimiento existe desde finales del siglo XVII, fue a principios del siglo XX cuando alcanzó su cenit. París era entonces famosa por su cultura bohemia, en particular por sitios como Montmartre, el Moulin Rouge, el café d'Harcourt, la rue de la Tour d'Auvergne y la rue des Martyrs, o el muelle de Quai aux Fleurs en la Isla de la Cité.
En Inglaterra, el término bohemio en este sentido fue popularizado inicialmente en la novela Vanity Fair (La feria de las vanidades) de William Makepeace Thackeray, publicada en 1848. Las percepciones públicas de los estilos de vida alternativos supuestamente llevados por artistas fueron adicionalmente moldeados por la popular novela Trilby (1894) de George du Marier, en la que se romantizaba la cultura bohemia. La novela narra las fortunas de tres artistas ingleses expatriados, su modelo irlandesa y dos coloridos músicos de Europa Central, en el barrio artístico de París.
En la literatura española, el impulso bohemio puede encontrarse en la obra de teatro Luces de bohemia de Ramón del Valle-Inclán, publicada en 1920.
En su canción La Bohème, Charles Aznavour describió el estilo de vida bohemio en Montmartre. La película Moulin Rouge! (2001) también muestra el estilo de vida bohemio de actores y artistas en Montmartre al paso al siglo XX.

## Tópico y mitificación
El tópico bohemio muestra a un individuo, tradicionalmente un varón con vocación de artista, de aspecto despreocupado, apariencia llamativa pero desordenada, ajeno a las directrices de comportamiento, etiqueta, estética y obsesión material de la sociedad tradicional de carácter burguesa, aspectos que el bohemio suele considerar superficiales y, desde una perspectiva romántica, barreras para su libertad. En el mejor de los casos, el bohemio defiende su permanencia en el mundo de las ideas, el conocimiento, la creación artística, el enriquecimiento intelectual, el interés por otras realidades o manifestaciones culturales.

## Movimiento social
La definición de Antonio Espina, «La bohemia no es otra cosa que la miseria disimulada con cierta belleza, el hambre sobrellevada con humorismo» pudiera ser válida para todas las bohemias, antes y después del modelo clásico acuñado en París. Cierto es que individuos que, viviendo en sociedad y alimentándose de ella, "se apartan de las normas y convenciones sociales" —como apunta la definición académica—, los ha habido en todas las épocas, como un modelo más de la alternativa social.
En una entrevista publicada en La Esfera el 4 de diciembre de 1915 —dentro de la sección titulada «Nuestras visitas—, Emilio Carrere, oportunista singular de la bohemia madrileña, le 'confesaba' a El Caballero Audaz (seudónimo de José María Carretero Novillo):  

"El alma abierta sobre las angustias de la carne y del espíritu, y una protesta contra esa agravación del dolor natural de la vida, que es el dolor social creado por el egoísmo y la estupidez. Me interesa más que la literatura, la química, las matemáticas, la medicina. Todo á ciertas alturas, en las cumbres, es emoción poética."
Emilio Carrere (1915)

## La bohemia en España
En la España del último tercio del siglo XIX y el primero del XX, como grupo auto-marginado de "Edad de Plata de la literatura española", se reunió en Madrid una bohemia artística y literaria adicta a los cafés y el noctambulismo, cuyos integrantes (en gran medida desintegrados por definición) convivieron con las grandes figuras del realismo, el naturalismo, la Generación del 98, el Novecentismo y la Generación del 27. En el contexto histórico de la capital de España, unos y otros dejaron su huella y su legado en los periódicos y editoriales de ocasión de un Madrid "brillante y hambriento". Con diferente fortuna, el destino, como escribió Ramón del Valle-Inclán, fue una diosa ciega e inmisericorde con las ilusiones literarias de los rebeldes bohemios.
La base de aquella bohemia la formaron escritores del decadentismo modernista, como Francisco Villaespesa, Emilio Carrere, Alejandro Sawa, Armando Buscarini, Dorio de Gádex, Alfonso Vidal y Planas, Eliodoro Puche, Eduardo Zamacois, Rubén Darío o Ramón María del Valle-Inclán.
La bohemia española ha sido documentada por José Esteban en Diccionario de la Bohemia (2017).

## Algunos modelos culturales

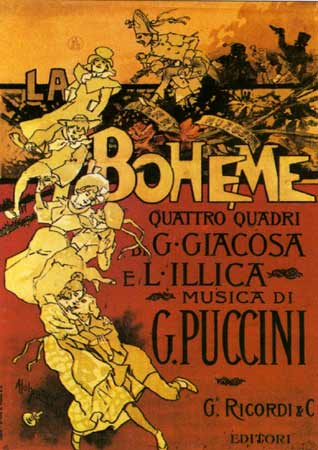
Póster original de 1896 La bohème por Adolfo Hohenstein.

### En la novela
- Scènes de la vie de bohème (1851), novela de Henry Murger.
- Manette Salomon (1867), novela de los Hermanos Goncourt.
- Homo Sapiens (1895), novela de Stanisław Przybyszewski.

### En la poesía
- Ma Bohème (1870), poema de Arthur Rimbaud.

### En el teatro
- Vida bohemia (1849), Theodore Bàrriere y H. Murger;
- Luces de bohemia (1924), Ramón María del Valle-Inclán;
- Rent (1996), el musical de Broadway.

### En la ópera
- La bohème (1896), ópera en cuatro actos de Giacomo Puccini.
- La bohème (1897), ópera de Ruggero Leoncavallo.
- Das Veilchen vom Montmartre (1930), opereta de Kálmán.
- Bohemios (1904) zarzuela de Amadeo Vives y libreto de Guillermo Perrín y Vico y Miguel de Palacios.

### En el cine
- La Vie de bohème (1945), película de Marcel L'Herbier.
- La vida de Bohemia (1992), película de Aki Kaurismäki.

### En la música
- Loca Bohemia (1928), tango de Francisco y Julio de Caro
- Bohemian Rhapsody (1975), tema de Queen.
- La Bohème (1966), balada de Charles Aznavour.
- Bohemio (2013), álbum de Andrés Calamaro.
- La Vida Bohème (2006), banda de rock venezolana.
- Bohemia Suburbana (1992-), banda de rock alternativo de Guatemala.
- Bohemian Like You (2000), canción de la banda de rock alternativo The Dandy Warhols.

## Véase también

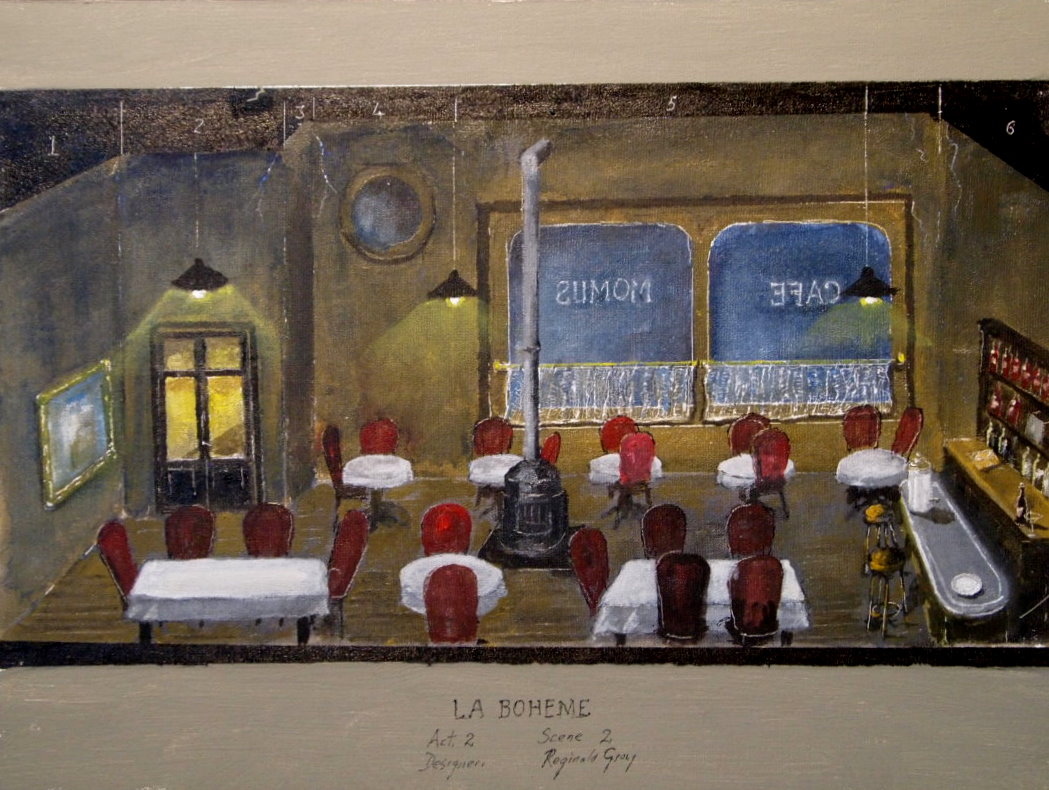
Escenografía de Reginald Gray para La Boheme (2001)